# Аница Добра
Аница Добра (Београд, 3. јун 1963) српска је филмска и позоришна глумица. Поред домаће кинематографије ангажована је и у немачким филмовима.

## Биографија
Рођена је у Београду, где је завршила основну школу. Од 1977. до 1981. године живела је у Франкфурту на Мајни, у Немачкој. Након тога се враћа у Београд, где уписује Факултет драмских Уметности у Београду, у класи професора Предрага Бајчетића. Одмах након дипломирања 1987. године постаје стални члан Атељеа 212.
Дебитовала је у краткометражном филму „Пера Панкер“ 1985. године. За филм „Већ виђено“ из 1987. године добила је Златну арену на Филмском фестивалу у Пули. Године 1988. своју глумачку каријеру потврдила је улогом певачице у филму „Балкан експрес“. Значајне улоге остварила је и у филмовима „Црни бомбардер“, „Клопка“, „Љубав и други злочини“ и „Неко ме ипак чека“. У међувремену активно је наступала у Атељеу 212, Звездара театру и Југословенском драмском позоришту, као и у алтернативним позоришним трупама.
Почетком 90-их година почиње активно да снима филмове у Немачкој, где је до сада остварила око 80 улога.
Живи у Београду, удата је и има ћерку Мину, такође глумицу.

## Награде и признања
- Стеријина награда за најбоље глумачко остварење, за улогу Невене у представи Урнебесна комедија 1992. године
- Златна арена за најбољу главну женску улогу у филму Већ виђено на Филмском фестивалу у Пули 1987. године
- Награда Царица Теодора за најбољу главну женску улогу у филму Већ виђено на Филмским сусретима у Нишу 1987. године
- Награда Царица Теодора за најбољу главну женску улогу у филму Црни бомбардер на Филмским сусретима у Нишу 1992. године
- Награда Зоран Радмиловић за улогу Невене у представи Урнебесна комедија 1992. године
- Статуета Ћуран на Данима комедије у Јагодини 1992. године
- Зоранов брк за најбољу глумицу, на 27. Данима Зорана Радмиловића, за улогу Милице Његован у представи Корешподенција, 2018. године
- Златна камера, најпрестижнија глумачка награда која се додељује у Немачкој
- Награда за најбољу глумицу на француском фестивалу медитеранског филма у Монпељеу у филму Жена са сломљеним носем 2010. године
- Награда Фипресци Србија за најбољу женску улогу у претходној години, за ролу у филму Љубав и други злочини 2009. године
- Награда града Београда за улогу Анице у филму Љубав и други злочини 2009. године
- Награда на Софесту за најбољу женску ролу у филму Љубав и други злочини 2008. године
- Награда Повеља за изузетну женску улогу у филму Клопка на Филмским сусретима у Нишу 2007. године
- Награда за глумицу године за филм Црни Бомбардер 1992. године
- Награда за најбољу младу глумицу на Бавариан филму фестивалу 1991. године
- Награда на међународном фестивалу у Вишију 1987. године
- Награда за најбољу глумицу вечери по оцени стручног жирија, за улогу Милице Његован у представи Корешподенција на 23. Глумачким свечаностима Миливоја Живановића
- Награда публике "Статуета спомен на глумца", за улогу Милице Његован у представи Корешподенција на 23. Глумачким свечаностима Миливоја Живановића
- Награда за глумца вечери на 35. Позоришном фестивалу "Нушићеви дани", за улогу Милице Његован у представи Корешподенција
- Награда за најбољу женску улогу на 21. Театар фесту "Петар Кочић", за улогу Милице Његован у представи Корешподенција
- Награда "Иво Сердар" за најбољу улогу на "Данима сатире Фадила Хаџића" у Загребу, за улогу Милице Његован у представи Корешподенција
- Награда за најбољу глумицу на Међународном фестивалу "Вршачка позоришна јесен", за улогу Милице Његован у представи Корешподенција
- Награда за најбољу глумицу на 34. Позоришним сусретим у Брчком, за улогу мајке соје у представи Хипноза једне љубави 2017. године
- Златно зрно за најбољу женску улогу, 4. Буцини дани, Александровац, 2017.
- Награда „Александар Лифка” Фестивала европског филма Палић, 2024.[5]

## Филмографија
| Год.       | Назив                                 | Улога               |
| ---------- | ------------------------------------- | ------------------- |
| 1980-е     |                                       |                     |
| 1985.      | Пера Панкер                           |                     |
| 1986.      | Покондирена тиква                     | Евица               |
| 1987.      | Већ виђено                            | Олгица              |
| 1987.      | Иванов                                | Цаца                |
| 1987.      | Живот радника                         |                     |
| 1988.      | Живот са стрицем                      | Корина              |
| 1989.      | Балкан експрес 2 (серија)             | Лили                |
| 1989.      | Сабирни центар                        | Милица              |
| 1989.      | Како је пропао рокенрол               | Барбара             |
| 1989.      | Метла без дршке                       |                     |
| 1989.      | Балкан експрес 2                      | Лили                |
| 1990-е     |                                       |                     |
| 1990.      |                                       | Розамунда           |
| 1990.      |                                       | Катрин              |
| 1991.      |                                       | Емеренц Мајер       |
| 1991.      |                                       |                     |
| 1992.      | Црни бомбардер                        | Луна                |
| 1992.      | Тито и ја                             | Мајка               |
| 1992.      |                                       | Пија Јанзен         |
| 1993.      | Броз и ја                             | Мајка               |
| 1993.      |                                       | Петра Линднер       |
| 1994.      |                                       | Кија                |
| 1994.      |                                       | Мишел               |
| 1994.      |                                       | Марија              |
| 1995.      |                                       | Роула               |
| 1996.      |                                       | Мартина Бецкер      |
| 1996.      |                                       | Мајке               |
| 1996.      |                                       | Линда               |
| 1996.      |                                       | Гисела              |
| 1996.      |                                       | Инес Андрић         |
| 1997.      |                                       |                     |
| 1997.      |                                       | Роса                |
| 1997.      |                                       | Ута Маубах          |
| 1998.      |                                       | Паулине Фромут      |
| 1998.      |                                       | Тамине              |
| 1998.      |                                       | Франзиска           |
| 1998.      |                                       | Сузи/Пија           |
| 1999.      |                                       | Фани Гец            |
| 1999.      | Точкови                               | Жана                |
| 1999.      |                                       | Иванка              |
| 1999.      |                                       | Марија Бургиц       |
| 1999.      |                                       | Аница               |
| 2000-е     |                                       |                     |
| 2000.      |                                       | Мелинда             |
| 2000.      |                                       | Барбара             |
| 2000.      |                                       | Соња Арнолд         |
| 2001.      |                                       | Лена Мозбах         |
| 2001.      | Наташа                                | Сандра              |
| 2001.      |                                       | Мона Либе           |
| 2001.      |                                       | Сузана              |
| 2001.      |                                       | Моника              |
| 2002.      |                                       | Александра Кулм     |
| 2002.      |                                       | Катрин              |
| 2003.      |                                       | Кристијане          |
| 2003.      |                                       | Јана                |
| 2003.      |                                       | Теа Каспари         |
| 2003.      |                                       | Јудит Беренс        |
| 2003.      |                                       | Анете Бухер         |
| 2004.      |                                       | Нора Витке          |
| 2004.      |                                       | Тина Бергер         |
| 2004.      |                                       | Антонија Сандман    |
| 2004.      |                                       | Др. Јудит Милер     |
| 2005.      |                                       | Џеки Мајнингер      |
| 2005.      | Ивкова слава                          | Сика                |
| 2006.      |                                       | Миријам Бергхоф     |
| 2006.      |                                       | Симон               |
| 2006.      |                                       | Ксенија Тешмахер    |
| 2006.      |                                       | Сузана Паулус       |
| 2007.      | Клопка                                | Јелена              |
| 2007.      |                                       | Катрин Бранд        |
| 2007.      |                                       | Миријам Бергхоф     |
| 2007.      |                                       | Ана Виганд          |
| 2008.      | Љубав и други злочини                 | Аница               |
| 2008.      | )                                     | Маријане Бергер     |
| 2008.      |                                       | Миријам Бергхоф     |
| 2008.      |                                       | Јута Басински       |
| 2008.      |                                       | Миља                |
| 2008.      |                                       | Елен Хилбиг         |
| 2010-е     |                                       |                     |
| 2010.      | Жена са сломљеним носем               | Аница               |
| 2010.      | Неко ме ипак чека                     | Вања                |
| 2010.      |                                       | Милена              |
| 2011.      |                                       | Клара Милер         |
| 2011.      | Фрау Ајнштајн                         | Милева Марић        |
| 2011.      |                                       |                     |
| 2012.      |                                       | Рита Мејер          |
| 2012.      |                                       | Сузан               |
| 2013.      |                                       | Кендис Тејлор       |
| 2013.      |                                       | Клер Леонхарт       |
| 2013.      | Где је Нађа?                          | Милена              |
| 2013−2014. | Отворена врата                        | Лета                |
| 2014.      | Одељење                               | Снупијева мајка     |
| 2015.      | Енклава                               | Милица Арсић        |
| 2016.      |                                       | Ела                 |
| 2016.      |                                       | Кети Хен            |
| 2016.      |                                       | Госпођа Гонсалвес   |
| 2016.      |                                       | Вера Бергер         |
| 2017.      |                                       | Хелга Фишер         |
| 2017.      |                                       | Роксана             |
| 2018.      | Павиљони                              |                     |
| 2018.      | Корени                                | Роза                |
| 2019.      |                                       | Инга Талхајм        |
| 2019.      |                                       | Госпођа Грим        |
| 2020-е     |                                       |                     |
| 2020.      | Случај породице Бошковић              | Данка               |
| 2015−2021. | Црно-бијели свијет                    | Јагода Милићевић    |
| 2021.      | Призори из живота џукца               | Мама                |
| 2021.      | Александар од Југославије (ТВ серија) | Исидора Секулић     |
| 2022.      | Чудне љубави                          | Олга                |
| 2022.      | Ала је леп овај свет                  | Нада                |
| 2022-2023. | Шетња с лавом                         | Нада                |
| 2018-2023. | Убице мог оца                         | Рада Антонијевић    |
| 2021-2023. | Бележница професора Мишковића         | Јелисавета Мишковић |
| 2023.      | Немирни                               | Светлана Бановић    |
| 2023.      | Деца зла                              | Мира Ковач          |
| 2024.      | Изолација                             | Миња                |
| 2024.      | Златни рез 42                         |                     |
| 2025.      | Михољско лето (серија)                |                     |
| 2025.      | Бело се пере на деведесет             |                     |
| 2025.      | Кућа (филм из 2025)                   | Ана                 |
| 2026.      | Сенке над Балканом                    | Грета Минх          |

## Улоге у синхронизацијама
| Година | Наслов                              | Улога                     |
| ------ | ----------------------------------- | ------------------------- |
| 2010.  | Шрек срећан заувек                  | Фиона                     |
| 2014.  | Меда Падингтон                      | Мери Браун                |
| 2015.  | Код куће                            | Луси                      |
| 2016.  | У потрази за Дори                   | Дори                      |
| 2019.  | Грдана — господарица зла            | Краљица Ингрит            |
| 2019.  | У потрази за Немом (званична синх.) | Дори                      |
| 2025.  | Мајнкрафт филм                      | Заменица директора Марлин |